# Biuro Odszkodowań Wojennych

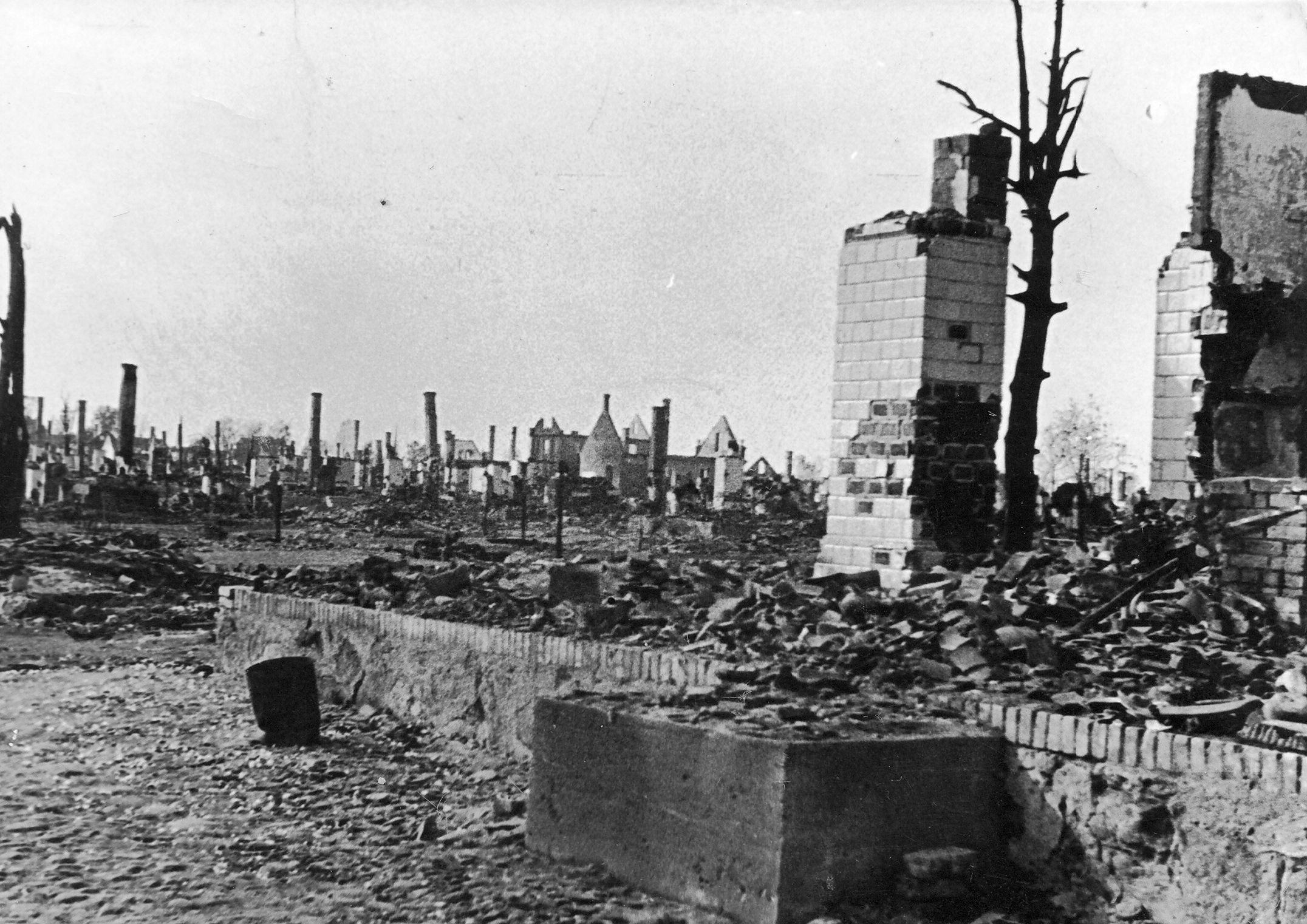
Kompletnie zniszczona polska wieś – Sucha.

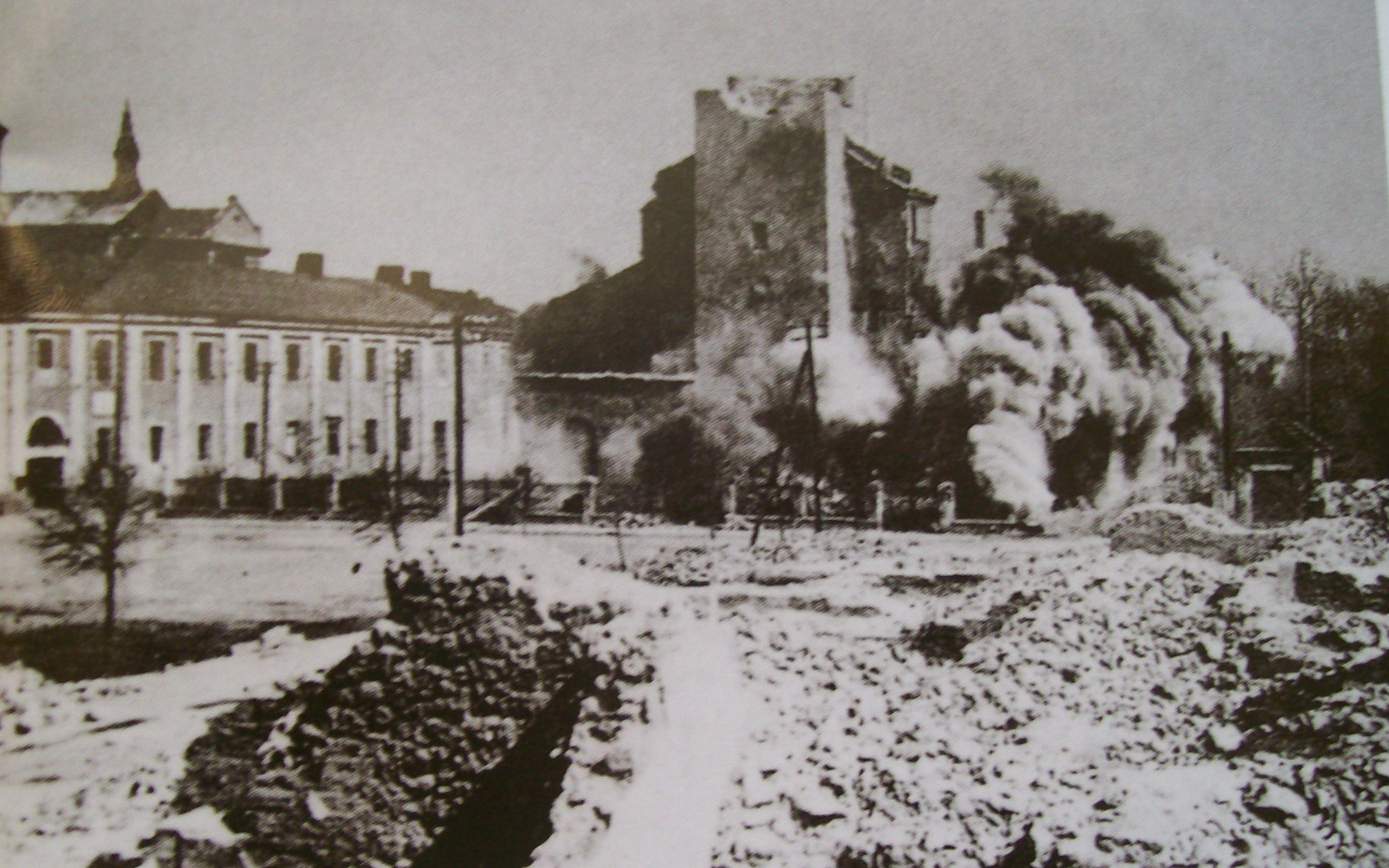
Niemcy wysadzają kościół św. Michała z XIII wieku w Wieluniu.

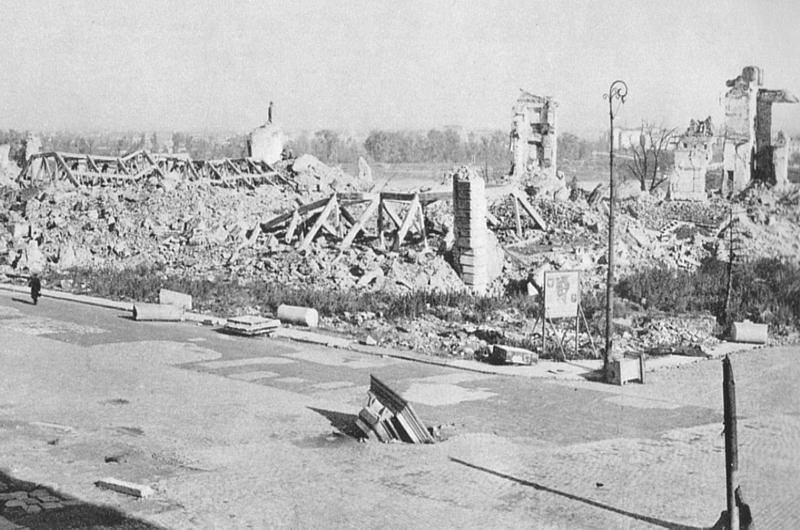
Ruiny Zamku królewskiego w 1945 roku.

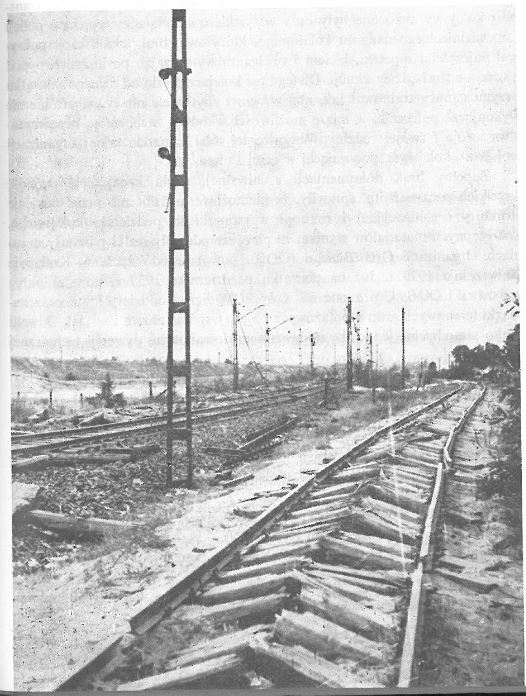
Linia kolejowa koło Warszawy zniszczona przez wycofujące się oddziały niemieckie – 1945

Biuro Odszkodowań Wojennych (BOW) – urząd funkcjonujący przy Prezydium Rady Ministrów w Warszawie w latach 1945–1947, powołany w miejsce istniejącego w 1944 r. Resortu Odszkodowań Wojennych Polskiego Komitetu Wyzwolenia Narodowego, mający za zadanie oszacowanie strat wojennych poniesionych przez Polskę w okresie II wojny światowej w latach 1939–1945. Biuro zajmowało się ustaleniem oraz oszacowaniem strat wojennych, jakie poniosło państwo polskie, a także osoby prywatne, w dziedzinie dóbr materialnych oraz kulturalnych, koordynując prace związane z przeprowadzeniem odszkodowań i rewindykacji .

## Podstawy prawne działania
W manifeście lipcowym z 1944 r. ogłoszono utworzenie Polskiego Komitetu Wyzwolenia Narodowego składającego się z 13 resortów. Jednym z członków PKWN stał się Emil Sommerstein powołany na stanowisko Kierownika Resortu Odszkodowań Wojennych. Dekretem z 27 września 1944 r. ustalono zakres działania resortu, do którego należały następujące sprawy:
- ustalenie i oszacowanie szkód wojennych, jakie poniosło państwo polskie oraz samorządy, osoby fizyczne i osoby prawne w dziedzinie dóbr materialnych i kulturalnych wskutek II wojny światowej,
- udział w działaniach zmierzających do uzyskania odszkodowań wojennych od Niemiec i ich sojuszników,
- uczestnictwo w międzynarodowych działaniach i organizacjach odbudowy i pomocy związanych ze sprawami szkód wojennych.

Po przekształceniu PKWN w Rząd Tymczasowy Rzeczypospolitej Polskiej dotychczasowi kierownicy resortów zostali powołani na stanowiska ministrów. W składzie rządu zabrakło jednak ministra odpowiedzialnego za sprawy odszkodowań wojennych. Zgodnie z uchwałą Rady Ministrów z 6 stycznia 1945 r. miejsce resortu zajęło Biuro Odszkodowań Wojennych przy Prezydium Rady Ministrów. Na stanowisku pozostał Emil Sommerstein jako dyrektor biura w okresie od 31 grudnia 1944 r. do 28 lipca 1945 r..
Zadaniem tej organizacji było oszacowanie całkowitej wartości strat wojennych Polski powstałych w wyniku okupacji niemieckiej ziem polskich w latach 1939–1945. Biuro prowadziło działalność do 1 kwietnia 1947 r., gdy na mocy uchwały Rady Ministrów z 9 stycznia 1947 r. zostało zlikwidowane. Jego zadania w kwestii strat w gospodarce przejął Centralny Urząd Planowania, a w zakresie szkód prywatnych Ministerstwo Administracji Publicznej.

## Działalność urzędu
Biuro było naczelną instytucją sprawującą kontrolę nad swoimi filiami przy innych ministerstwach oraz własnymi placówkami terenowymi, których zadaniem było zinwentaryzowanie oraz rejestracja zniszczeń i strat. Niezależnie od własnej struktury organizacyjnej Biuro Odszkodowań Wojennych współpracowało również z urzędami miejskimi i gminnymi, jednostkami samorządowymi, organizacjami zawodowymi i instytucjami jak Powszechny Zakład Ubezpieczeń Wzajemnych itp..
Dane na temat zniszczeń wojennych zbierane przez te wszystkie instytucje spływały do BOW. Od lipca 1945 r. dane takie rejestrował także Główny Urząd Statystyczny, który szacował m.in. zniszczenia w przemyśle od stopnia dewastacji małych zakładów rzemieślniczych po zakłady przemysłowe powyżej 1000 pracowników.
Pracownicy biura przez dwa lata dokumentowali dane dotyczące tego zagadnienia, publikując finalnie w 1947 r. efekt swojej pracy w postaci oficjalnego raportu zatytułowanego Sprawozdanie Biura Odszkodowań Wojennych w przedmiocie strat i szkód wojennych Polski 1939–1945. Raport ten wskazywał ogromne straty w ludziach, majątku narodowym oraz dorobku kulturowym, starając się precyzyjnie odpowiedzieć na pytanie: „Ile kosztowała Polskę II wojna światowa?”.
Biuro Odszkodowań Wojennych obliczyło wartość wszystkich zniszczeń i rabunków na łączną kwotę 258 miliardów przedwojennych złotych, co stanowiło równowartość ok. 50 miliardów dolarów amerykańskich (w 1939 r.). Powyższe straty, po przeliczeniu na wartość z 2004 r., wynosiły ok. 650-700 miliardów dolarów amerykańskich. Straty biologiczne Polski według obliczeń biura wyniosły natomiast nieco ponad 6 mln osób – w tym ok. 3 mln Polaków oraz 3 mln obywateli polskich narodowości żydowskiej.